# Guadalupe Victoria, Cuyoaco
Guadalupe Victoria är en ort i Mexiko.   Den ligger i kommunen Cuyoaco och delstaten Puebla, i den sydöstra delen av landet, 170 km öster om huvudstaden Mexico City. Guadalupe Victoria ligger 2 574 meter över havet och antalet invånare är 536.
Terrängen runt Guadalupe Victoria är platt söderut, men norrut är den kuperad. Runt Guadalupe Victoria är det ganska glesbefolkat, med 29 invånare per kvadratkilometer. Närmaste större samhälle är San Miguel Tenextatiloyan, 10,0 km nordväst om Guadalupe Victoria. Omgivningarna runt Guadalupe Victoria är en mosaik av jordbruksmark och naturlig växtlighet.